# Chondromalacie
 Mise en garde médicale
La chondromalacie (du grec : khondros signifiant cartilage et malakos mou) est une pathologie de ramollissement touchant les articulations et plus particulièrement celles du genou (rotule et fémur).

## Description
Le ramollissement du tissu cartilagineux est fréquemment accompagné de fissures provoquant douleurs et craquement de l'articulation à la flexion.

## Étiologie
Les causes les plus fréquentes de chondromalacie sont l'arthrose ou un traumatisme de l'articulation touchée souvent liée à la pratique intensive d'un sport la sollicitant. La chondrite œdémateuse ou une polychondrite atrophiante chronique sont des causes qui peuvent être également évoquées comme source de chondromalacie.